# Aelurillus candidus
Aelurillus candidus är en spindelart som först beskrevs av Eugène Simon 1868.  
Aelurillus candidus ingår i släktet Aelurillus och familjen hoppspindlar. Inga underarter finns listade i Catalogue of Life.